# Trung tâm tài chính nước ngoài

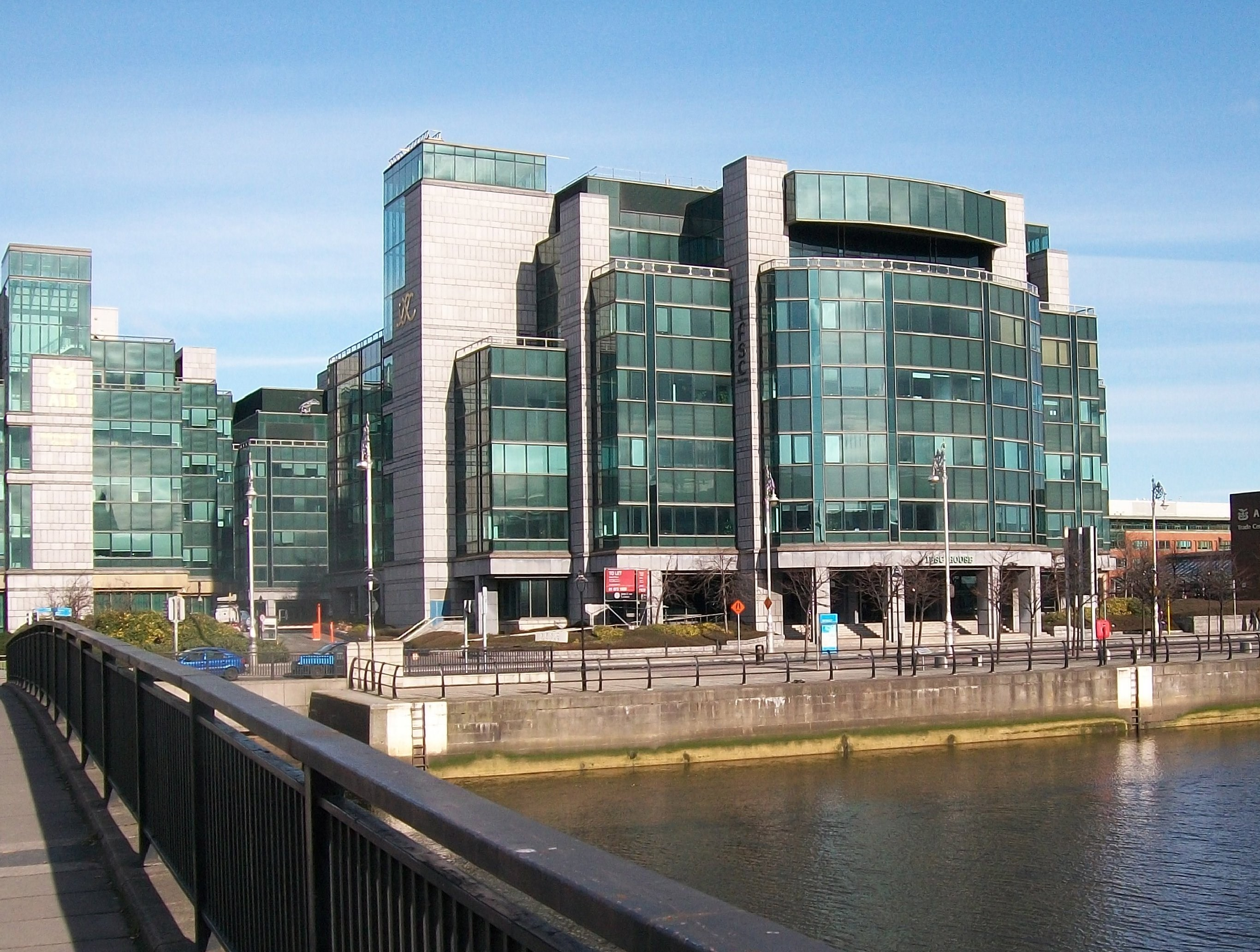
Trung tâm tài chính quốc tế, Dublin, Ireland. Ireland là một 5 Conduit OFC hàng đầu, thiên đường thuế lớn nhất toàn cầu, và trung tâm ngân hàng bóng tối OFC lớn thứ 3.

Trung tâm tài chính nước ngoài hoặc OFC được định nghĩa là một quốc gia hoặc khu vực tài phán cung cấp dịch vụ tài chính cho người không cư trú ở quy mô không tương xứng với quy mô và tài chính của nền kinh tế trong nước. "Hải ngoại" hay "Ngoài khơi" không đề cập đến vị trí của OFC (nhiều FSF - IMF OFC, chẳng hạn như Luxembourg và Hồng Kông, nằm ở "trên bờ"), nhưng thực tế là những người dùng lớn nhất OFC là không cư trú (ví dụ: "ngoài khơi").  low  IMF liệt kê OFC là một lớp trung tâm tài chính thứ ba, với Trung tâm tài chính quốc tế (IFC) và Trung tâm tài chính khu vực (RFC); có sự chồng chéo (ví dụ Singapore là một RFC và OFC). 

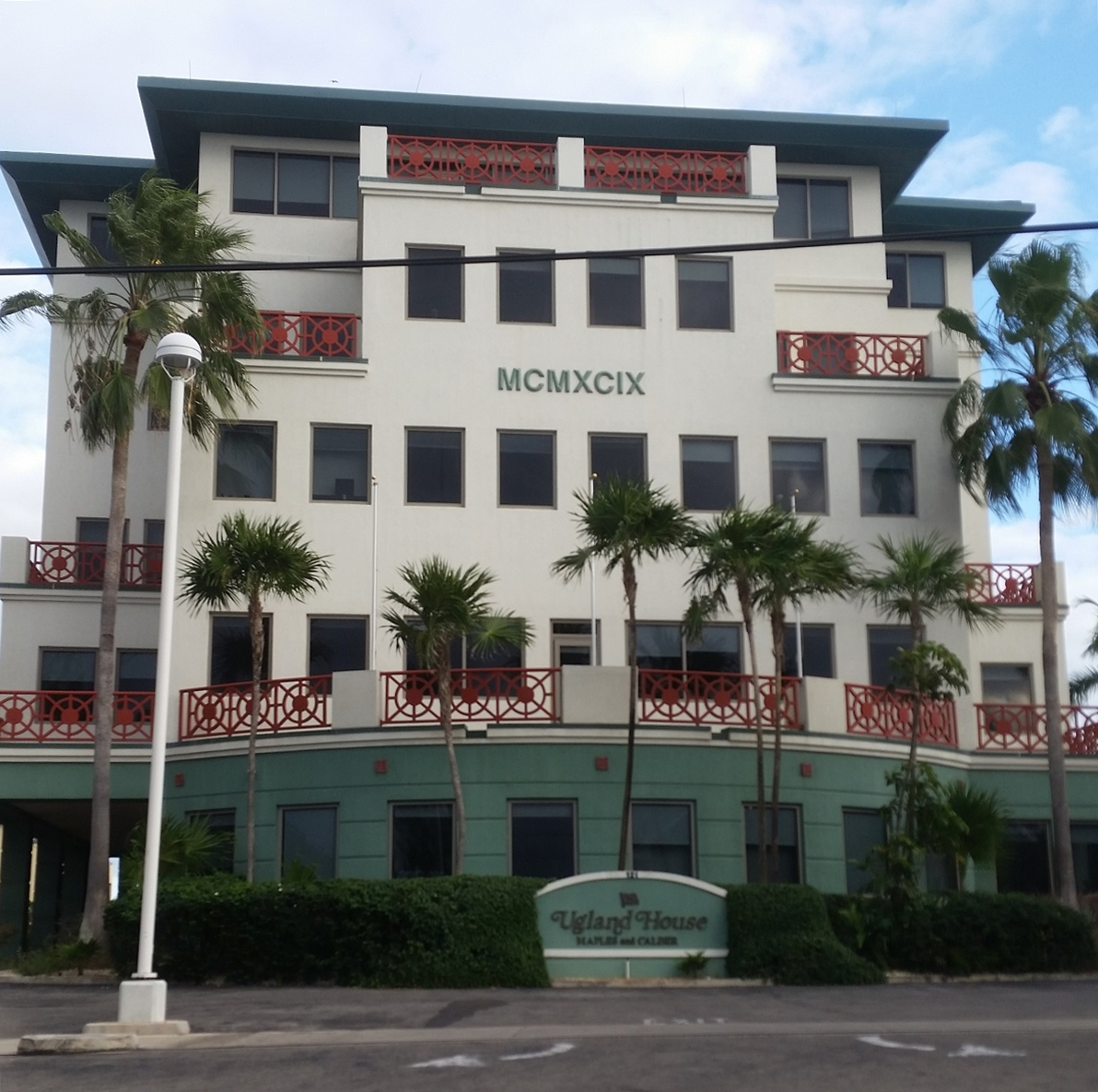
Nhà Ugland, Quần đảo Cayman. Caribbean, bao gồm Caymans, Quần đảo Virgin thuộc Anh và Bermuda, có một số OFC lớn, là thiên đường thuế lớn thứ hai toàn cầu (tổng hợp), và trung tâm ngân hàng bóng tối OFC lớn nhất.

Trong tháng tư, tháng 6 năm 2000, FSF - IMF đã đưa ra danh sách đầu tiên gồm 42-46 OFC sử dụng phương pháp định tính. Vào tháng 4 năm 2007, IMF đã đưa ra một danh sách 22 OFC dựa trên định lượng đã sửa đổi,  low  vào tháng 6 năm 2018, một danh sách 8 OFC chính dựa trên định lượng đã điều chỉnh, chịu trách nhiệm cho 85% dòng tài chính của OFC (bao gồm, Ireland, Caribbean,  Luxembourg, Singapore, Hồng Kông và Hà Lan). Việc loại bỏ tiền tệ và kiểm soát vốn, động lực ban đầu cho việc tạo và sử dụng nhiều OFC trong những năm 1960 và 1970,  low  đã thấy thuế và/hoặc chế độ điều tiết trở thành lý do chính cho việc sử dụng OFC từ những năm 1980. Tiến bộ từ năm 2000 trở đi từ các sáng kiến IMF - OECD - FATF về các tiêu chuẩn chung, tuân thủ quy định và minh bạch ngân hàng, đã làm suy yếu đáng kể sức hấp dẫn theo quy định của OFC. Các viện nghiên cứu bây giờ xem xét các hoạt động của OFCs là đồng nghĩa với thiên đường thuế, với một tập trung đặc biệt vào việc lập kế hoạch thuế doanh nghiệp BEPS công cụ, thuế trung lập  cơ cấu tài sản xe cộ, và shadow ngân hàng / tài sản chứng khoán. 

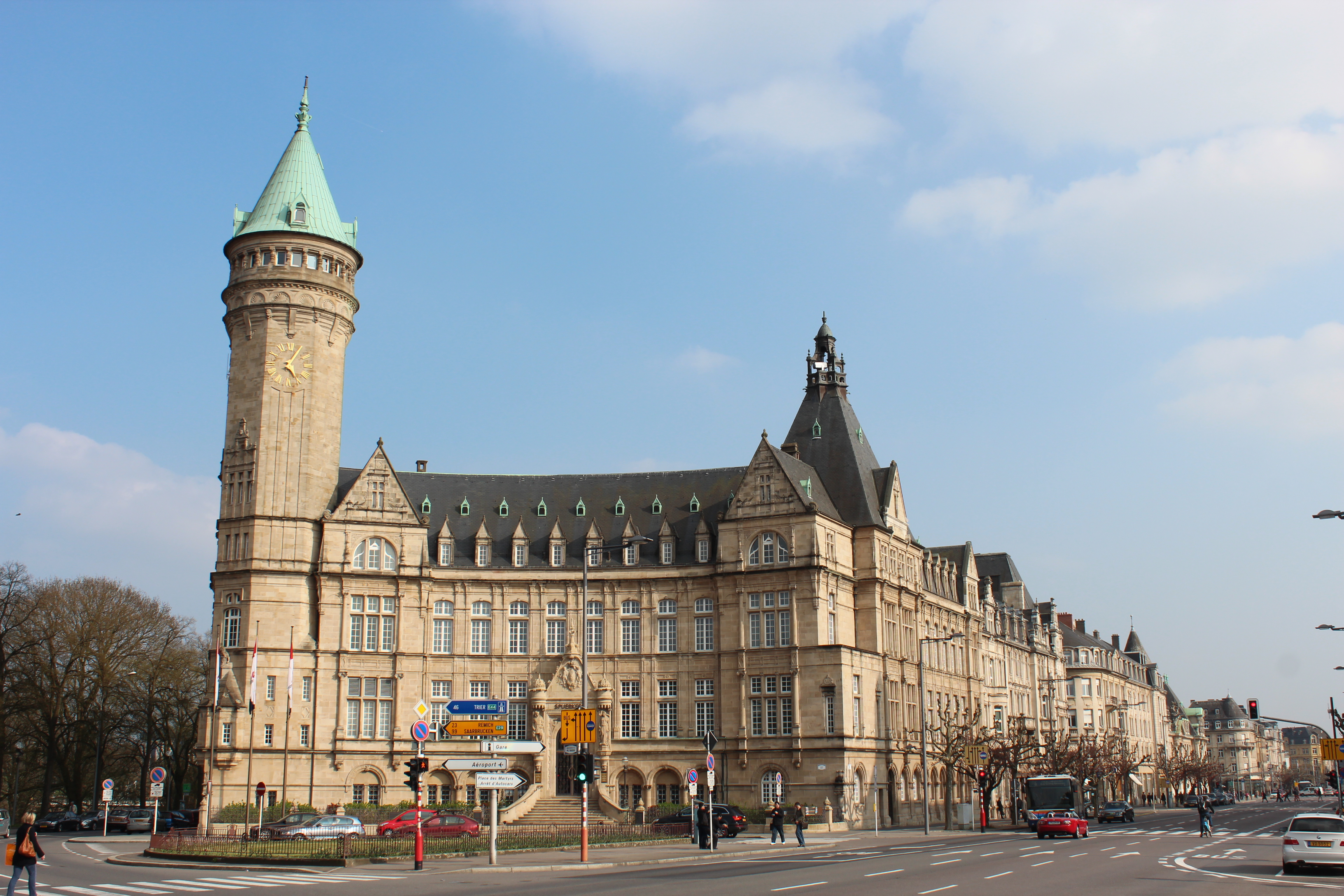
Ngân hàng Spuerkeess HQ, Luxembourg. Luxembourg là OFC lớn nhất thứ 2, thiên đường thuế lớn thứ 6 toàn cầu, và trung tâm ngân hàng bóng tối OFC lớn thứ 2.

Nghiên cứu vào năm 2013-2014, cho thấy OFC có 8 8% 10% tài sản toàn cầu trong các cấu trúc trung lập về thuế và đóng vai trò là trung tâm cho các công ty đa quốc gia của Hoa Kỳ, đặc biệt, để tránh thuế doanh nghiệp thông qua các công cụ xói mòn và chuyển lợi nhuận ("BEPS") ví dụ tiếng Ailen kép). Một nghiên cứu vào tháng 7 năm 2017, Conduit và chìm OFCs, đã phân chia sự hiểu biết về OFC thành 24 OFC chìm (ví dụ như các thiên đường thuế truyền thống, trong đó một lượng giá trị không cân xứng biến mất khỏi hệ thống kinh tế) và 5 Conduit OFC (ví dụ thuế doanh nghiệp hiện đại các thiên đường, thông qua đó một lượng giá trị không cân xứng di chuyển về phía các OFC chìm). Vào tháng 6 năm 2018, nghiên cứu cho thấy OFC đã trở thành địa điểm thống trị cho các chương trình BEPS tránh thuế của công ty, gây thiệt hại 200 tỷ đô la Mỹ doanh thu thuế hàng năm. Một nghiên cứu chung của IMF vào tháng 6 năm 2018 cho thấy phần lớn vốn FDI từ OFC, vào các quốc gia có thuế cao hơn, có nguồn gốc từ các quốc gia có thuế cao hơn (ví dụ: Vương quốc Anh là nhà đầu tư lớn nhất, thông qua OFC).

## Định nghĩa

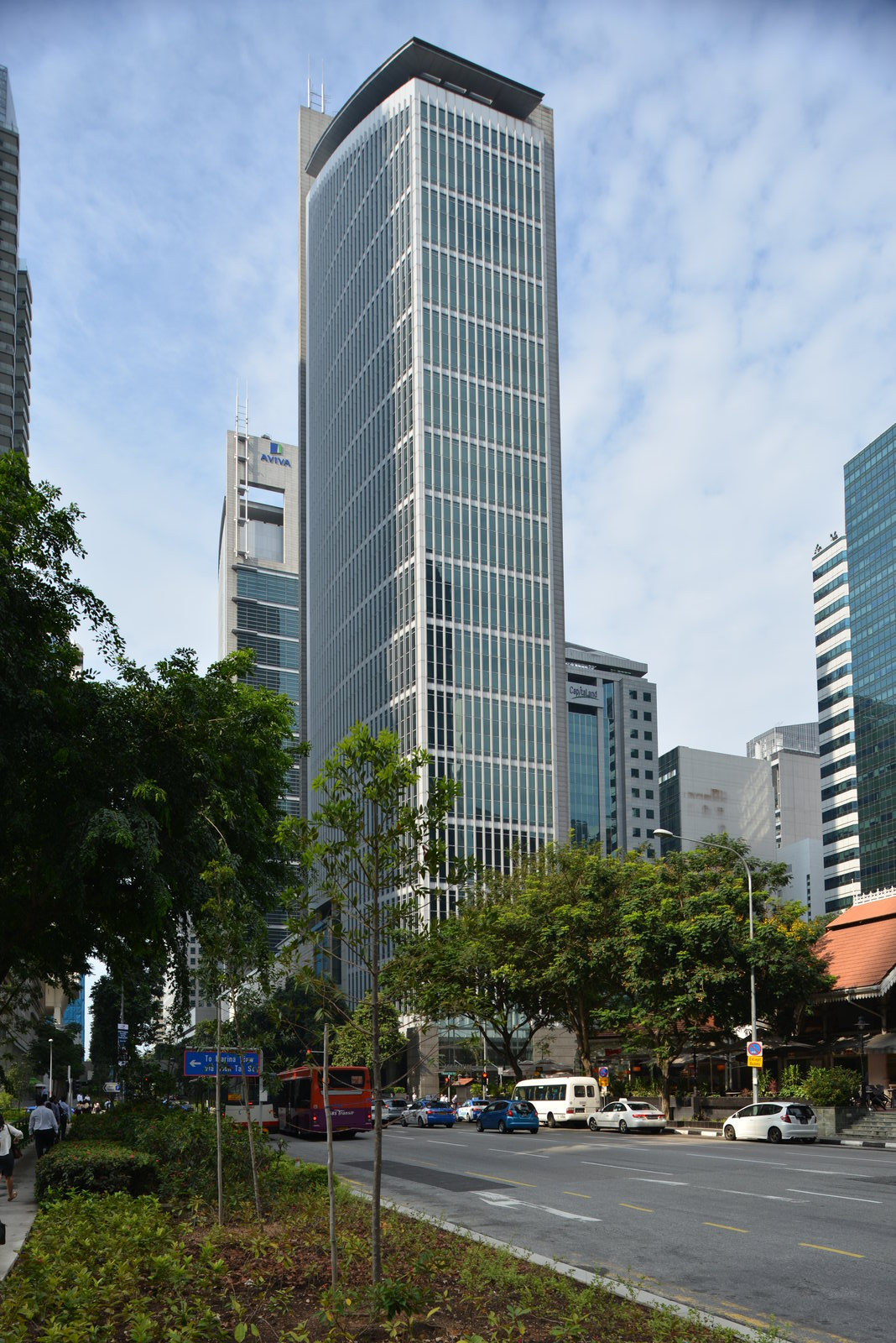
Sàn giao dịch Singapore, Trung tâm SGX, Singapore. Singapore là một Conduit OFC hàng đầu, và là thiên đường thuế lớn thứ 3 toàn cầu.

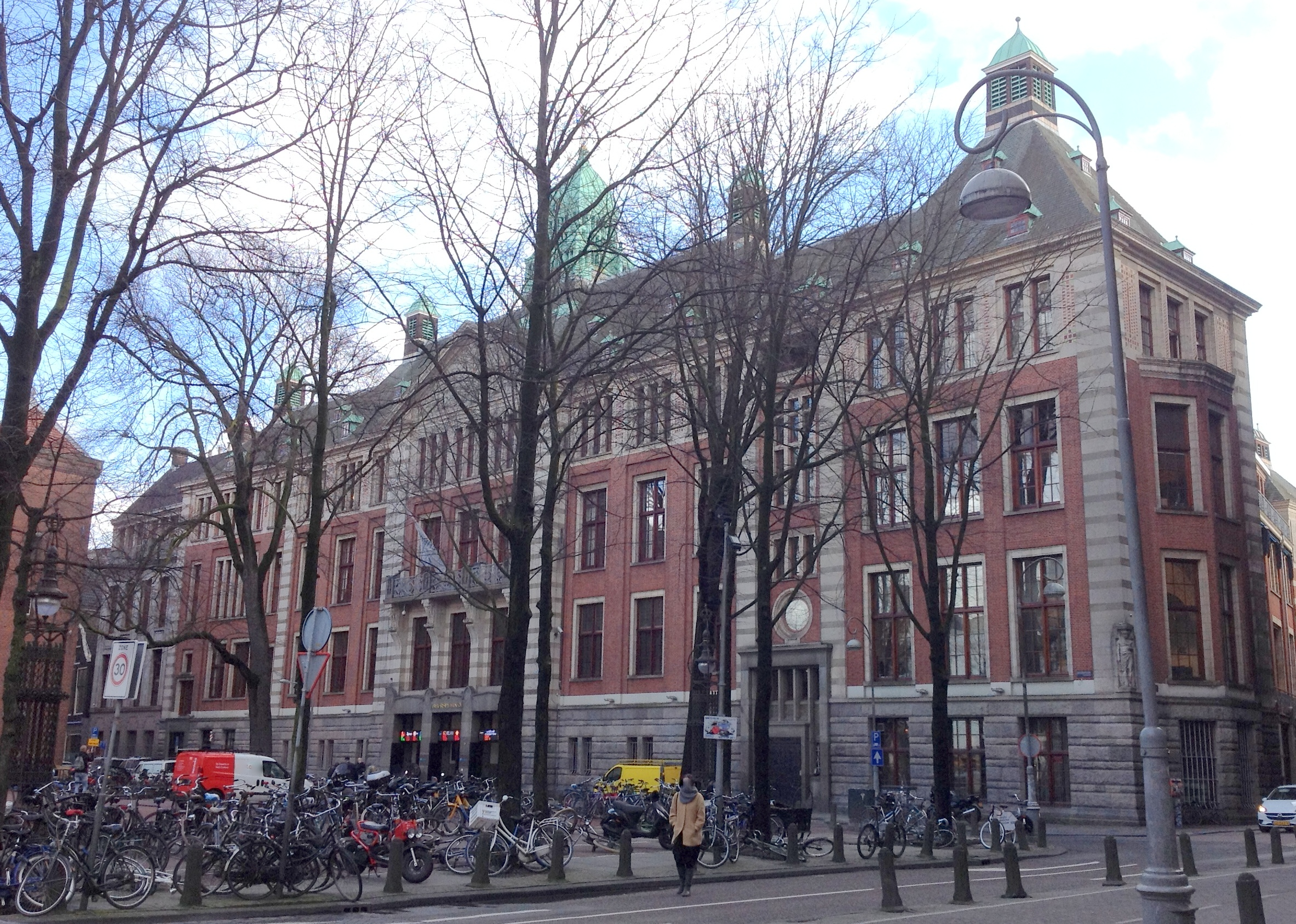
Sở giao dịch chứng khoán Hà Lan, Amsterdam, Hà Lan. Hà Lan là Conduit OFC lớn nhất toàn cầu, và là thiên đường thuế lớn thứ 5 toàn cầu, và là ngân hàng bóng tối lớn thứ tư của OFC.

### Định nghĩa cốt lõi
Định nghĩa về một trung tâm tài chính nước ngoài bắt nguồn từ các bài báo học thuật của Dufry & McGiddy (1978) và McCarthy (1979) về các địa điểm: Thành phố, khu vực hoặc quốc gia đã nỗ lực có ý thức để thu hút doanh nghiệp ngân hàng nước ngoài, tức là không - kinh doanh bằng ngoại tệ có mệnh giá, bằng cách cho phép nhập cảnh tương đối tự do và bằng cách áp dụng một thái độ linh hoạt, nơi thuế, thuế và quy định có liên quan. Một đánh giá tháng 4 năm 2007 về định nghĩa lịch sử của OFC bởi IMF, đã tóm tắt công trình học thuật 197820002000 liên quan đến các thuộc tính xác định OFC, vào bốn thuộc tính chính sau, vẫn còn có liên quan:
1. Định hướng chủ yếu đối với người không cư trú;
2. Môi trường pháp lý thuận lợi;
3. Đề án thuế thấp hoặc bằng không;
4. Sự không cân xứng giữa quy mô của ngành tài chính và nhu cầu tài chính trong nước.

 Vào tháng 4 năm 2000, thuật ngữ này đã nổi lên khi Diễn đàn Ổn định Tài chính ("FSF"), quan tâm đến OFC về sự ổn định tài chính toàn cầu, đã đưa ra một báo cáo liệt kê 42 OFC. FSF đã sử dụng một cách tiếp cận định tính để xác định OFC, lưu ý rằng: Trung tâm tài chính nước ngoài (OFC) không dễ xác định, nhưng chúng có thể được coi là khu vực pháp lý thu hút mức độ cao của hoạt động không cư trú [...] và khối lượng không hoạt động kinh doanh chính đáng kể vượt quá khối lượng kinh doanh trong nước. 

Vào tháng 6 năm 2000, IMF đã chấp nhận khuyến nghị của FSF để điều tra tác động của OFC đối với sự ổn định tài chính toàn cầu. Vào ngày 23 tháng 6 năm 2000, IMF đã xuất bản một tài liệu về các OFC đã mở rộng danh sách của FSF lên 46 OFC, nhưng chia thành ba Nhóm dựa trên mức độ hợp tác và tuân thủ các tiêu chuẩn quốc tế của OFC. Báo cáo của IMF đã phân loại OFC là một loại trung tâm tài chính thứ ba và liệt kê chúng theo thứ tự quan trọng: Trung tâm tài chính quốc tế ("IFC"), Trung tâm tài chính khu vực ("RFC") và Trung tâm tài chính nước ngoài ("OFC"); và đưa ra định nghĩa về một OFC: 
Một định nghĩa thực tế hơn về OFC là một trung tâm nơi phần lớn hoạt động của ngành tài chính ở nước ngoài ở cả hai bên của bảng cân đối kế toán, (đó là đối tác của phần lớn các khoản nợ và tài sản của các tổ chức tài chính là người không cư trú), trong đó các giao dịch được khởi xướng ở nơi khác và nơi mà phần lớn các tổ chức có liên quan được kiểm soát bởi những người không cư trú— Tài liệu của IMF: Trung tâm tài chính nước ngoài (June 2000)

 Báo cáo IMF tháng 6 năm 2000 sau đó liệt kê ba thuộc tính chính của các trung tâm tài chính nước ngoài:
1. Các khu vực pháp lý có số lượng lớn các tổ chức tài chính hoạt động chủ yếu trong kinh doanh với người không cư trú; và
2. Hệ thống tài chính với tài sản bên ngoài và nợ phải trả so với trung gian tài chính trong nước được thiết kế để tài trợ cho các nền kinh tế trong nước; và
3. Phổ biến hơn, các trung tâm cung cấp một số dịch vụ sau: thuế thấp hoặc không; điều tiết tài chính vừa phải hoặc nhẹ; bí mật ngân hàng và ẩn danh.

 Một IMF tháng 4 năm 2007 tiếp theo trên OFC, đã thiết lập một cách tiếp cận định lượng để xác định OFC mà bài báo đã nêu được nắm bắt theo định nghĩa sau:
Báo cáo IMF tháng 4 năm 2007 đã sử dụng một văn bản ủy quyền định lượng cho định nghĩa trên: Cụ thể hơn, có thể coi tỷ lệ xuất khẩu dịch vụ tài chính ròng trên GDP có thể là một chỉ số về tình trạng OFC của một quốc gia hoặc khu vực tài phán. Cách tiếp cận này tạo ra một danh sách sửa đổi gồm 22 OFC,  low , tuy nhiên, danh sách này có mối tương quan chặt chẽ với danh sách ban đầu của 46 OFC từ bài báo tháng 6 năm 2000 của IMF. Danh sách sửa đổi ngắn hơn nhiều so với danh sách IMF ban đầu vì nó chỉ tập trung vào OFC nơi các tài khoản kinh tế quốc gia tạo ra sự cố về dữ liệu xuất khẩu dịch vụ tài chính ròng.
Đến tháng 9 năm 2007, định nghĩa về OFC từ tài liệu học thuật được trích dẫn nhiều nhất về OFC, cho thấy mối tương quan chặt chẽ với các định nghĩa IMF của FSF về một OFC:

### Liên kết với thiên đường thuế
Định nghĩa phổ biến về FSF của IMF, một định nghĩa học thuật về một OFC tập trung vào kết quả của hoạt động không cư trú tại một địa điểm (ví dụ như các luồng tài chính không tương xứng với nền kinh tế bản địa), và không phải là lý do mà người không cư trú quyết định tiến hành hoạt động tài chính ở một vị trí Tuy nhiên, kể từ khi các bài báo học thuật đầu tiên vào OFC vào cuối những năm 1970 và các cuộc điều tra của FSF-IMF, người ta đã lưu ý rằng kế hoạch thuế là một trong những động lực chính của hoạt động OFC. Trình điều khiển chính phổ biến nhất được lưu ý khác là quy định thuận lợi, hoặc trọng tài quy định, chẳng hạn như trong OFC như Liberia, tập trung vào vận chuyển.
Vào tháng 4 năm 2000 tháng 6 năm 2000, khi IMF của FSF tạo ra danh sách OFC của họ, các nhà vận động công lý thuế đã nêu bật sự tương đồng của họ với danh sách thiên đường thuế. Các dự án lớn đã được IMF và OECD thực hiện từ năm 2000 trở đi, về việc cải thiện tính minh bạch dữ liệu và tuân thủ các tiêu chuẩn và quy định quốc tế, trong các khu vực pháp lý đã được IMF dán nhãn là OFC và Việc giảm bí mật ngân hàng là kết quả của các dự án này, khiến các học giả hàng đầu nghiên cứu thiên đường thuế và OFC, kết luận rằng vào năm 2010 trở đi, thuật ngữ thiên đường thuế và thuật ngữ OFC đã thực sự đồng nghĩa với nhau:
Ví dụ, tất cả 10 thiên đường thuế hàng đầu, được nêu trong các danh sách thiên đường thuế sau năm 2010 khác nhau, cấm Quần đảo Virgin thuộc Anh và Puerto Rico, xuất hiện trong đoạn ngắn § IMF 2007 list gồm 22 OFC. Quần đảo Virgin thuộc Anh và Puerto Rico không được đưa vào nghiên cứu IMF 2007 do vấn đề dữ liệu.  

### Conduit OFC và OFC chìm

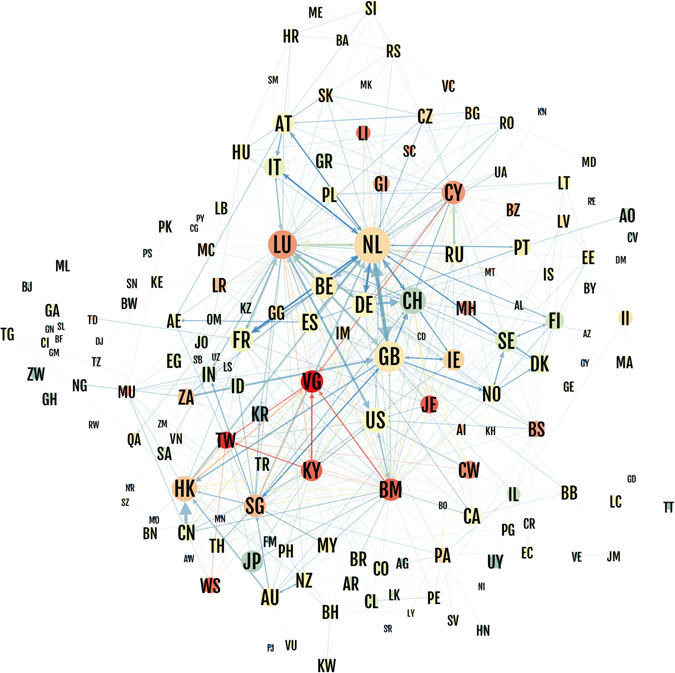
Khám phá các trung tâm tài chính nước ngoài: Mạng lưới kết nối giữa các quốc gia chia thành các OFC của Conduit và các OFC chìm.

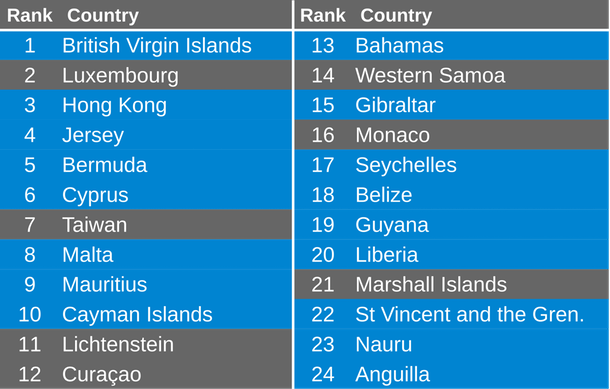
Danh sách các OFC chìm được sắp xếp theo tỷ lệ (hiển thị các phụ thuộc của Vương quốc Anh)

Trong khi từ năm 2010 trở đi, các học giả bắt đầu coi các thiên đường thuế và OFC là đồng nghĩa thực tế, OECD và EU đã đi theo một hướng khác. Vào năm 2017, danh sách các thiên đường thuế của OECD chỉ có Trinidad & Tobago, trong khi "danh sách đen" năm 2017 của EU gồm 17 thiên đường thuế, chỉ có một khu vực pháp lý, Samoa, trong 20 thiên đường thuế hàng đầu, được xếp hạng bởi các học giả và không tổ chức chính phủ.
Vào tháng 7 năm 2017, nhóm CORPNET của Đại học Amsterdam đã bỏ qua mọi định nghĩa về thiên đường thuế và tuân theo cách tiếp cận định lượng, phân tích 98 triệu kết nối doanh nghiệp toàn cầu trên cơ sở dữ liệu của Orbis. CORPNET đã sử dụng một biến thể của kỹ thuật trong tài liệu làm việc OFC năm 2007 của IMF, và xếp hạng các khu vực pháp lý theo quy mô của các kết nối doanh nghiệp quốc tế so với các kết nối từ nền kinh tế bản địa. Ngoài ra, CORPNET chia các OFC kết quả thành các khu vực pháp lý hoạt động giống như một điểm cuối cho các kết nối công ty (một Chìm) và các khu vực pháp lý hoạt động như các nút cho các kết nối công ty (một Conduit).
Nghiên cứu về OFC kênh và OFC chìm của CORPNET chia sự hiểu biết về một trung tâm tài chính nước ngoài thành hai phân loại:
- 24 OFC chìm: các khu vực pháp lý trong đó một lượng giá trị không tương xứng biến mất khỏi hệ thống kinh tế (ví dụ như các thiên đường thuế truyền thống).
- 5 OFC kênh: các khu vực pháp lý thông qua đó một lượng giá trị không tương xứng di chuyển đến các OFC chìm (ví dụ: các thiên đường thuế doanh nghiệp hiện đại) (Ống dẫn là: Hà Lan, Vương quốc Anh, Thụy Sĩ, Singapore và Ireland)

Các OFC chìm dựa vào OFC ông dẫn để định tuyến lại tiền từ các địa điểm có thuế cao bằng cách sử dụng các công cụ BEPS được mã hóa và chấp nhận, trong các mạng lưới hiệp ước thuế song phương của OFC ống dẫn. Bởi vì các OFC chìm có liên quan chặt chẽ hơn với các thiên đường thuế truyền thống, nên chúng có xu hướng có mạng lưới hiệp ước hạn chế hơn.
Danh sách năm nhóm OFC hàng đầu của CORPNET và năm OFC chìm hàng đầu, khớp với 9 trong số 10 thiên đường hàng đầu trong danh sách thiên đường thuế Hines 2010, chỉ khác ở Vương quốc Anh, nơi chỉ chuyển đổi mã số thuế của họ vào năm 2009 hệ thống thuế doanh nghiệp trên toàn thế giới, đến hệ thống thuế doanh nghiệp "lãnh thổ".
Tất cả các OFC ống dẫn của CORPNET và 8 trong số 10 OFC chìm hàng đầu của CORPNET, đã xuất hiện trong § IMF 2007 list gồm 22 OFC.

## Danh sách trung tâm tài chính nước ngoài

### Danh sách IMF 2000 của IMF
46 OFC sau đây được lấy từ tài liệu IMF tháng 6 năm 2007 đã sử dụng phương pháp định tính để xác định OFC; và cũng kết hợp danh sách FSF tháng 4 năm 2000 cũng đã sử dụng phương pháp định tính để xác định 42 OFC.
1. Guernsey
2. Hong Kong
3. Ireland
4. Isle of Man
5. Jersey
6. Luxembourg
7. Singapore
8. Switzerland

IMF Group II*
1. Andorra
2. Bahrain
3. Barbados
4. Bermuda
5. Gibraltar
6. Macao SAR
7. Malaysia (Labuan)
8. Malta
9. Monaco

IMF Group III*
1. Anguilla
2. Antigua and Barbuda
3. Aruba
4. Bahamas
5. Belize
6. British Virgin Islands
7. Cayman Islands
8. Cook Islands
9. Costa Rica
10. Cyprus
11. Dominica‡
12. Grenada‡
13. Lebanon
14. Liechtenstein
15. Marshall Islands
16. Mauritius
17. Montserrat‡
18. Nauru
19. Netherlands Antilles
20. Niue
21. Panama
22. Palau‡
23. Samoa
24. Seychelles
25. St. Kitts and Nevis
26. St. Lucia
27. St. Vincent and the Grenadines
28. Turks and Caicos Islands
29. Vanuatu

 (*) Các nhóm theo danh mục IMF tháng 6 năm 2000: 
1. Nhóm I:  thường được xem là hợp tác, với chất lượng giám sát cao, phần lớn tuân thủ các tiêu chuẩn quốc tế ;
2. Nhóm II:  thường được xem là có các quy trình giám sát và hợp tác tại chỗ, nhưng khi hiệu suất thực tế giảm dưới tiêu chuẩn quốc tế, và có nhiều cơ hội để cải thiện ;
3. Nhóm III:  thường được coi là có chất lượng giám sát thấp, và/hoặc không hợp tác với các giám sát viên trên bờ, và với rất ít hoặc không có nỗ lực nào để tuân thủ các tiêu chuẩn quốc tế.

 () Dominica, Grenada, Monserrat và Palu không có trong danh sách 42 OFC của FSF nhưng nằm trong danh sách IMF tháng 6 năm 2000 của 46 OFC.

### Danh sách IMF 2007
22 OFC sau đây là từ một tài liệu IMF tháng 4 năm 2007 đã sử dụng một phương pháp định lượng nghiêm ngặt để xác định OFC (chỉ khi có dữ liệu cụ thể  low ).
1. Bahamas†
2. Bahrain†
3. Barbados†
4. Bermuda† (Top 10 Sink OFC)
5. Cayman Islands† (Top 10 Sink OFC)
6. Cyprus† (Top 10 Sink OFC)
7. Guernsey†
8. Hong Kong† (Top 10 Sink OFC)
9. Ireland† (Top 5 Conduit OFC)
10. Isle of Man†
11. Jersey† (Top 10 Sink OFC)
12. Latvia
13. Luxembourg† (Top 10 Sink OFC)
14. Malta† (Top 10 Sink OFC)
15. Mauritius† (Top 10 Sink OFC)
16. Netherlands† (Top 5 Conduit OFC)
17. Panama†
18. Singapore† (Top 5 Conduit OFC)
19. Switzerland† (Top 5 Conduit OFC)
20. United Kingdom (Top 5 Conduit OFC)
21. Uruguay
22. Vanuatu†

 () Trong cả danh sách 42 OFC của FSF tháng 4 năm 2000 và danh sách IMF tháng 6 năm 2000 gồm 46 OFC. (Top 5 OFC ống dẫn) Danh sách IMF chứa tất cả năm OFC Conduit lớn nhất: Hà Lan, Vương quốc Anh, Thụy Sĩ, Singapore và Ireland (Top 10 OFC chìm) Danh sách IMF chứa 8 trong số 10 OFC chìm lớn nhất: Quần đảo Virgin thuộc Anh (mất dữ liệu) và Đài Loan (không phải là một OFC lớn trong năm 2007). </br>

### Danh sách IMF 2018
8 OFC sau đây (hay còn gọi là thông qua các nền kinh tế) đã được xác định bởi một tài liệu làm việc của IMF, chịu trách nhiệm cho 85% khoản đầu tư của thế giới vào xe có cấu trúc.
| OFC chính của IMF (theo bảng chữ cái) | Xếp hạng OFC ống dẫn | Xếp hạng BEPS về thiên đường thuế toàn cầu | Xếp hạng OFI Ngân hàng bóng tối toàn cầu |
| ------------------------------------- | -------------------- | ------------------------------------------ | ---------------------------------------- |
| Bermuda                               | Top 5 chìm OFC       | 9                                          | na                                       |
| Quần đảo British Virgin               | Top 5 chìm OFC       | 2                                          | na                                       |
| Quần đảo Cayman†                      | Top 10 chìm OFC      | 2                                          | 1                                        |
| Hồng Kông†                            | Top 5 chìm OFC       | số 8                                       | 5                                        |
| Ai-len                                | Top 5 ống dẫn OFC    | 1                                          | 3                                        |
| †                                     | Top 5 chìm OFC       | 6                                          | 2                                        |
| Nước Hà Lan†                          | Top 5 ống dẫn OFC    | 5                                          | 4                                        |
| Singapore†                            | Top 5 ống dẫn OFC    | 3                                          | số 8                                     |

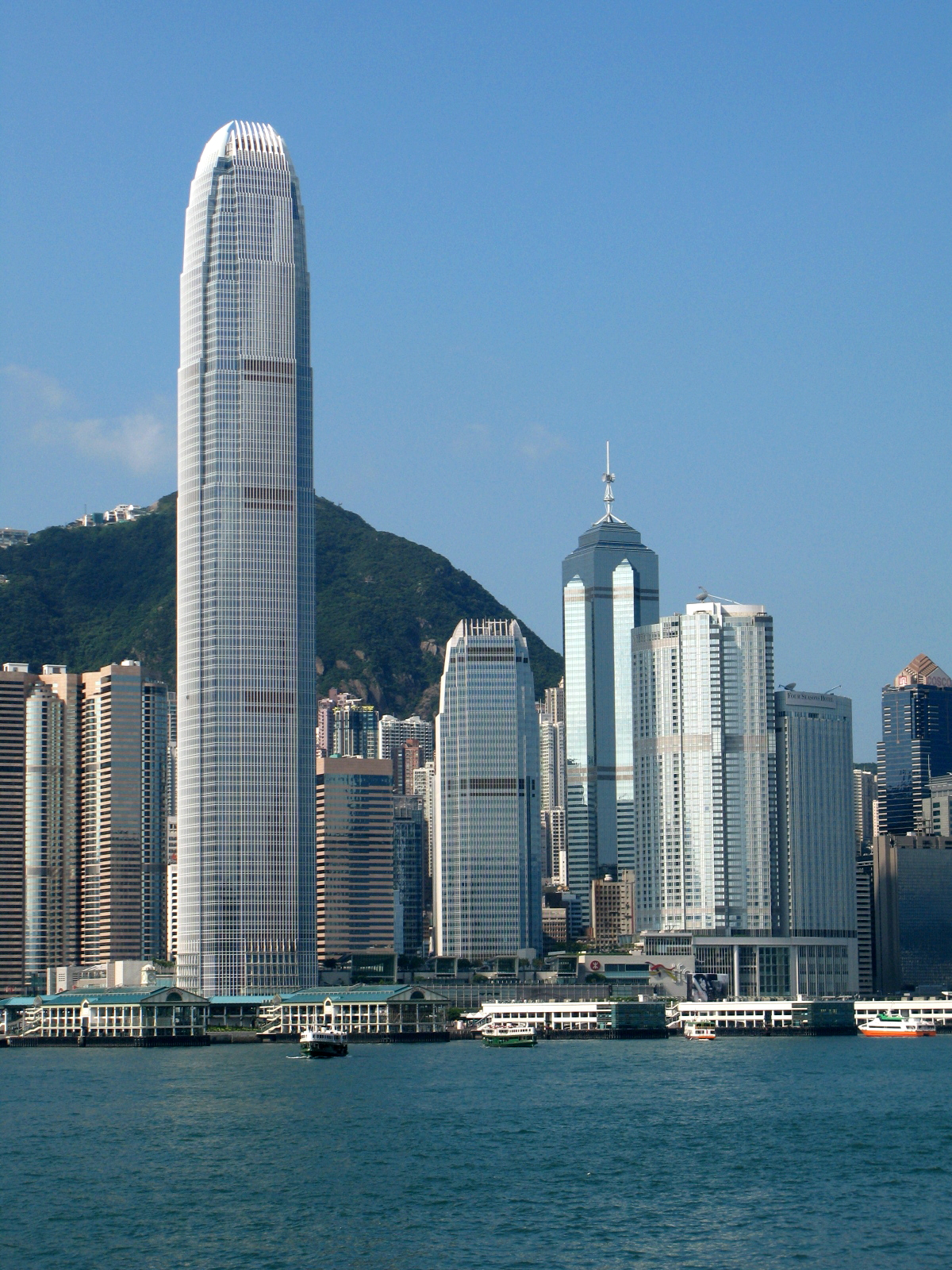
Trung tâm tài chính quốc tế, Hồng Kông. Hồng Kông là chìm OFC lớn thứ 3 và là thiên đường thuế lớn thứ 8 toàn cầu.

() Trong danh sách 42 OFC của FSF tháng 4 năm 2000, danh sách IMF tháng 6 năm 2000 gồm 46 OFC và danh sách IMF tháng 4 năm 2007 gồm 22 OFC. (Top 5 Conduit OFC) Danh sách IMF chứa 3 trong số các OFC ống dẫn lớn nhất: Hà Lan, Singapore và Ireland

### Danh sách OFC các Ngân hàng Bóng tối FSF 2018
Ngân hàng bóng tối là một dòng dịch vụ chính của OFC. Diễn đàn ổn định tài chính ("FSF") tạo báo cáo mỗi năm về Global Shadow Bank hoặc các trung gian tài chính khác ("OFI") . Trong một phương pháp tương tự như các danh sách IMF khác nhau, FSF tạo ra một bảng các địa điểm có nồng độ tài sản tài chính ngân hàng OFI / bóng tối cao nhất, so với GDP trong nước, trong báo cáo năm 2018, do đó tạo ra một bảng xếp hạng "Shadow Bank OFCs". Bảng đầy đủ hơn được sản xuất trong § Shadow banking Tuy nhiên, phần § Shadow banking, 4 OFC lớn nhất cho ngân hàng bóng tối có tài sản OFI trên GDP gấp 5 lần là:
1. Cayman Islands (Top 10 Sink OFC) OFI assets were 2,118 x GDP
2. Luxembourg (Top 5 Sink OFC) OFI assets were 246 x GDP
3. Ireland (Top 5 Conduit OFC) OFI assets were 13 x GDP[j]
4. Netherlands (Top 5 Conduit OFC) OFI assets were 8.6 x GDP

## Quy định kẹp

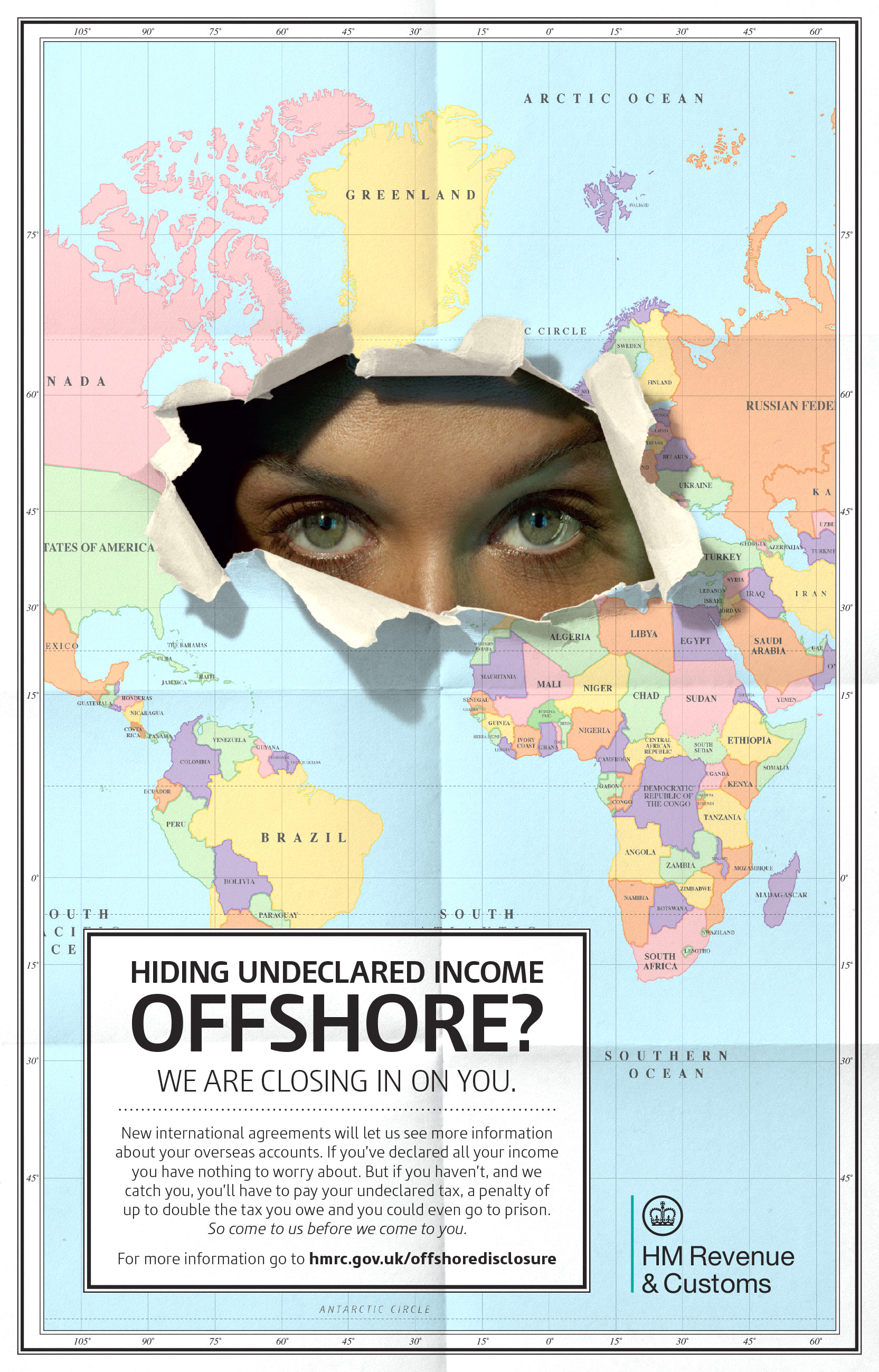
Áp phích trốn thuế của hải quan và hải quan, tháng 2 năm 2014

Tài chính nước ngoài trở thành chủ đề thu hút sự chú ý kể từ khi IMF của IMF báo cáo về OFC năm 2000, và từ cuộc họp G20 tháng 4 năm 2009, trong thời kỳ khủng hoảng tài chính, khi các nguyên thủ quốc gia quyết định "hành động" chống lại sự không hợp tác quyền tài phán. Các sáng kiến do Tổ chức Hợp tác và Phát triển Kinh tế (OECD) dẫn đầu, Lực lượng đặc nhiệm hành động tài chính về rửa tiền (FATF) và Quỹ tiền tệ quốc tế đã có tác dụng kiềm chế một số dư thừa trong ngành công nghiệp trung tâm tài chính nước ngoài, mặc dù điều đó sẽ thúc đẩy ngành công nghiệp OFC hướng tới một § Focus on tax cho các khách hàng tổ chức và doanh nghiệp. Báo cáo Phát triển Thế giới năm 2019 của Ngân hàng Thế giới về tương lai của công việc hỗ trợ các nỗ lực của chính phủ tăng lên để hạn chế tránh thuế. 
1. Rửa tiền. Năm 2000, FATF bắt đầu chính sách đánh giá sự hợp tác của tất cả các quốc gia trong các chương trình chống lại rửa tiền. Việc siết chặt đáng kể cả quy định và việc thực hiện đã được ghi nhận bởi FATF trong những năm tiếp theo (xem chung Danh sách đen của FATF). Hầu hết các hiệu trưởng OFC đều tăng cường các quy định nội bộ liên quan đến hoạt động rửa tiền và hoạt động tài chính hình sự.
2. Tránh đánh thuế. Tương tự, vào năm 2000, OECD bắt đầu chính sách buộc tuân thủ nhiều hơn bởi các thiên đường thuế truyền thống bằng cách tăng các yêu cầu chia sẻ dữ liệu và minh bạch để tránh bị đưa vào danh sách đen thiên đường thuế của OECD. Trong khi sự phản đối từ Hoa Kỳ đã hạn chế ảnh hưởng của OECD đối với các thiên đường thuế, việc tiết lộ thông tin gia tăng cho phép các học giả thuế sử dụng các phương pháp định lượng hơn để xác định tránh thuế.[17]
3. Bí mật tài chính ngân hàng. Báo cáo OFF tháng 4 năm 2000, đưa ra sáng kiến IMF OFC tháng 6 năm 2000, dẫn đến một quá trình công khai dữ liệu và báo cáo tài chính của các tổ chức tài chính trong OFC. Nó cũng dẫn đến các cuộc đàn áp cụ thể hơn trong lĩnh vực  bí mật ngân hàng , qua đó IMF có quyền kiểm soát lớn hơn và cuối cùng đã loại bỏ phần lớn sự khác biệt chính giữa định nghĩa lịch sử về OFC và thiên đường thuế.

## Tập trung vào thuế

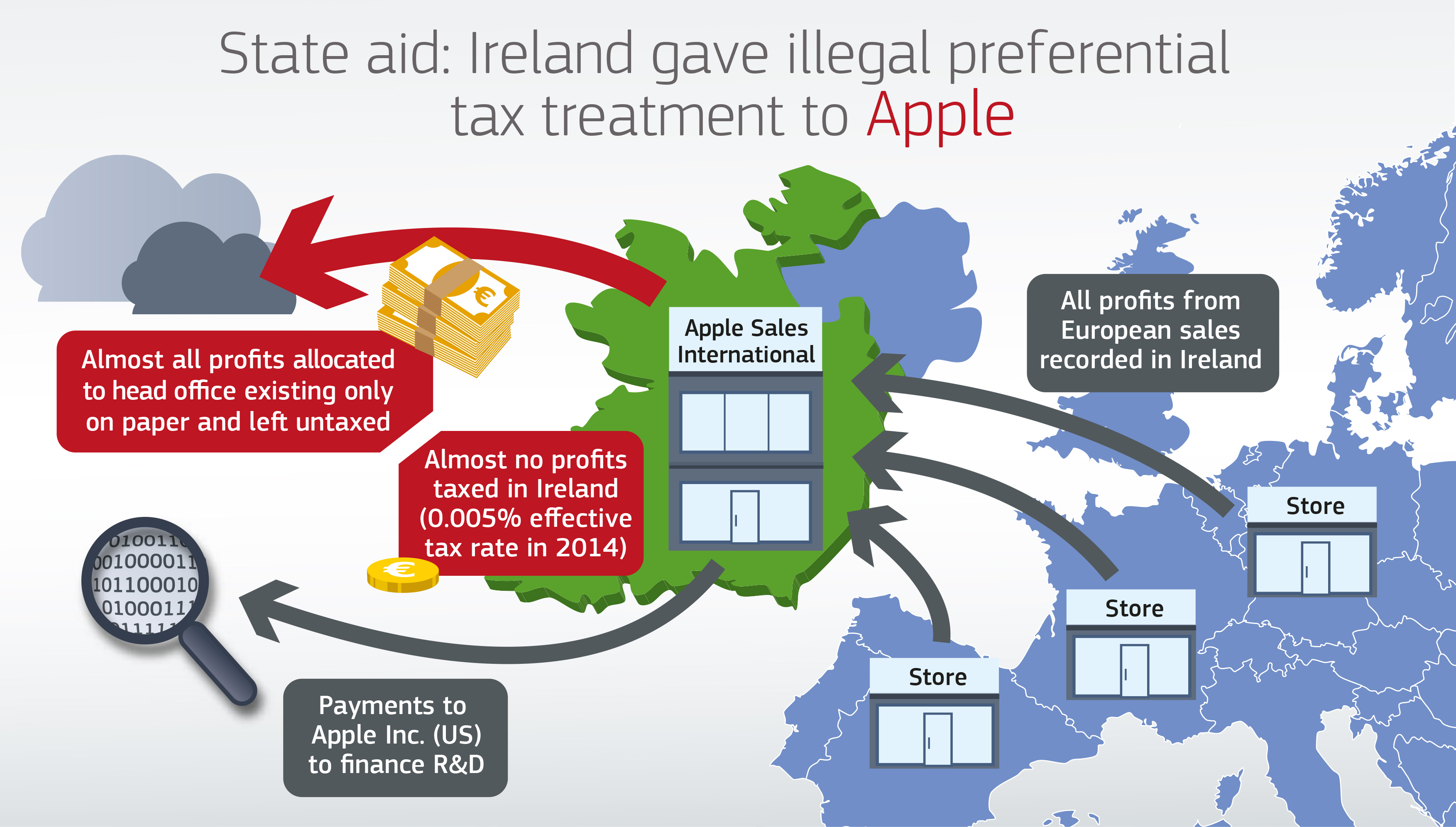
Phác thảo của Ủy ban EU về cấu trúc thuế lai BEPS của Ailen ở Ireland, đã sử dụng hai chi nhánh trong một công ty duy nhất dựa trên phán quyết riêng của Ủy viên Doanh thu Ailen vào năm 1991 và 2007

Nghiên cứu ban đầu về các trung tâm tài chính nước ngoài, từ 1978 đến 2000, đã xác định lý do cho những người không cư trú sử dụng OFC, qua hệ thống tài chính trong khu vực tài phán nhà riêng của họ (trong hầu hết các trường hợp được phát triển hơn OFC). Những lý do nổi bật trong các danh sách này là:
1. Thuế thấp (Dufey and Giddy (1978); McCarthy (1979); Johnston (1982); Park (1994); Errico and Musalem (1999))
2. Quy định thuận lợi (Dufey and Giddy (1978); McCarthy (1979); Johnston (1982); Errico and Musalem (1999))
3. Quản lý xung quanh tiền tệ và kiểm soát vốn[f] (Johnston (1982); Park (1994); IMF (1995); Hampton (1996))

 Lý do thứ ba, Quản lý xung quanh tiền tệ và kiểm soát vốn, tiêu tan với toàn cầu hóa thị trường tài chính và cơ chế tỷ giá hối đoái thả nổi tự do, và ngừng xuất hiện trong nghiên cứu sau năm 2000. Lý do thứ hai, các quy định có lợi, cũng đã tiêu tan, nhưng ở mức độ thấp hơn, là kết quả của các sáng kiến của IMF, OECD, FATF postTHER 2000, thúc đẩy các tiêu chuẩn chung và tuân thủ quy định về OFC và thiên đường thuế. Ví dụ: trong khi EU EU 28 chứa một số OFC lớn nhất (ví dụ: Ireland và Luxembourg), các OFC EU này không thể cung cấp các môi trường pháp lý khác với các khu vực pháp lý 28 EU khác.
Đến năm 2010, các học giả thuế hàng đầu đã thấy rất ít sự khác biệt giữa các thiên đường thuế và OFC, và coi các thuật ngữ này là đồng nghĩa.
Vào tháng 8 năm 2013, Gabriel Zucman đã cho thấy các OFC chứa tới 8110% tài sản toàn cầu trong các cấu trúc trung lập về thuế  low . Những người khác cho thấy lý do chính tại sao các quỹ đầu tư tư nhân và quỹ phòng hộ được thành lập tại OFC, như Quần đảo Cayman và Luxembourg, là để tạo thuận lợi cho kế hoạch thuế cá nhân của các nhà quản lý. Vào tháng 8 năm 2014, Zucman cho thấy OFC đang được các công ty đa quốc gia của Mỹ sử dụng, đặc biệt, để thực hiện các giao dịch xói mòn cơ sở và chuyển lợi nhuận ("BEPS") để tránh thuế doanh nghiệp.
Vào quý 1 năm 2015, Apple đã thực hiện giao dịch BEPS lớn nhất trong lịch sử, chuyển 300 tỷ đô la tài sản sở hữu trí tuệ ("IP") sang Ireland, IMF OFC, để sử dụng công cụ BEPS " Green Jersey " của Ailen (xem " Kinh tế Leprechaun "). Vào tháng 8 năm 2016, Ủy ban EU đã đánh thuế tiền phạt thuế lớn nhất trong lịch sử, ở mức 13 tỷ USD, chống lại Apple ở Ireland vì lạm dụng công cụ BEPS kép của Ireland từ năm 2004 đến 2014. Vào tháng 1 năm 2017, OECD ước tính rằng các công cụ BEPS, chủ yếu nằm trong OFC, chịu trách nhiệm cho việc tránh thuế hàng năm từ 100 đến 240 tỷ USD.
Vào tháng 6 năm 2018, Gabriel Zucman (et alia) đã chỉ ra rằng các công cụ BEP của công ty OFC chịu trách nhiệm cho hơn 200 tỷ đô la Mỹ trong các khoản lỗ thuế doanh nghiệp hàng năm, và tạo ra một bảng (xem bên dưới) các địa điểm BEPS lớn nhất trên thế giới, trong đó cho thấy đồng nghĩa với các thiên đường thuế lớn nhất, OFC Conduit và chìm lớn nhất và lớn nhất § IMF 2007 list IMC § IMF 2007 list của OFC đã trở thành.
Vào tháng 6 năm 2018, một nghiên cứu khác của IMF cho thấy 8 nền kinh tế đi qua, cụ thể là Hà Lan, Luxembourg, Hồng Kông SAR, Quần đảo Virgin thuộc Anh, Bermuda, Quần đảo Cayman, Ireland và Singapore; lưu trữ hơn 85% khoản đầu tư của thế giới vào các thực thể có mục đích đặc biệt, thường được thiết lập vì lý do thuế.
| Zucman </br> Thuế Haven </br> | Xếp hạng theo </br> Lợi nhuận thay đổi | Công ty </br> Lợi nhuận ($ bn) | Trong đó: </br> Địa phương ($ bn) | Trong đó: </br> Nước ngoài ($ bn) | Lợi nhuận </br> Đã thay đổi ($ bn) | Có hiệu lực </br> Thuế suất (%) | Tập đoàn Thuế </br> Mất lợi (%) |
| ----------------------------- | -------------------------------------- | ------------------------------ | --------------------------------- | --------------------------------- | ---------------------------------- | ------------------------------- | ------------------------------- |
| Ai-len * Δ⹋                   | 1                                      | 174                            | 58                                | 116                               | -106                               | 4%                              | 58%                             |
| Ca-ri-bê * Δ⹋                 | 2                                      | 102                            | 4                                 | 98                                | -97                                | 2%                              | 100%                            |
| Singapore *                   | 3                                      | 120                            | 30                                | 90                                | -70                                | số 8%                           | 41%                             |
| Thụy Sĩ *                     | 4                                      | 95                             | 35                                | 60                                | -58                                | 21%                             | 20%                             |
| Hà Lan *                      | 5                                      | 195                            | 106                               | 89                                | -57                                | 10%                             | 32%                             |
| Tiếng Pháp *                  | 6                                      | 91                             | 40                                | 51                                | -47                                | 3%                              | 50%                             |
| Puerto Rico                   | 7                                      | 53                             | 10                                | 43                                | -42                                | 3%                              | 79%                             |
| Hồng Kông * Δ⹋                | số 8                                   | 95                             | 45                                | 50                                | -39                                | 18%                             | 33%                             |
| Bermuda *                     | 9                                      | 25                             | 1                                 | 25                                | -24                                | 0%                              | na                              |
| nước Bỉ                       | 10                                     | 80                             | 48                                | 32                                | -13                                | 19%                             | 16%                             |
| Tiếng Malta                   | 11                                     | 14                             | 1                                 | 13                                | -12                                | 5%                              | 90%                             |
| Tất cả những người khác       | 12                                     |                                |                                   |                                   | -51                                |                                 |                                 |

(*) Một trong 10 thiên đường thuế lớn nhất của James R. Hines Jr. trong năm 2010 (Danh sách Hines 2010). (†) Được xác định là một trong 5 Ống dẫn (Ireland, Singapore, Thụy Sĩ, Hà Lan và Vương quốc Anh), bởi CORPNET vào năm 2017. () Được xác định là một trong 5 bồn lớn nhất (Quần đảo Virgin thuộc Anh, Luxemburg, Hồng Kông, Jersey, Bermuda), bởi CORPNET năm 2017. (Δ) Được xác định trên § IMF 2007 list gồm 22 OFC (lưu ý IMF không thể có đủ dữ liệu về Quần đảo Virgin thuộc Anh năm 2007 cho nghiên cứu của mình nhưng đã liệt kê Quần đảo Cayman). (⹋) Được xác định trên § IMF 2018 list gồm 8 OFC lớn, hoặc đi qua các nền kinh tế (lưu ý vùng Caribbean có Quần đảo Virgin thuộc Anh và Quần đảo Cayman).

## Ngân hàng bóng tối và chứng khoán hóa

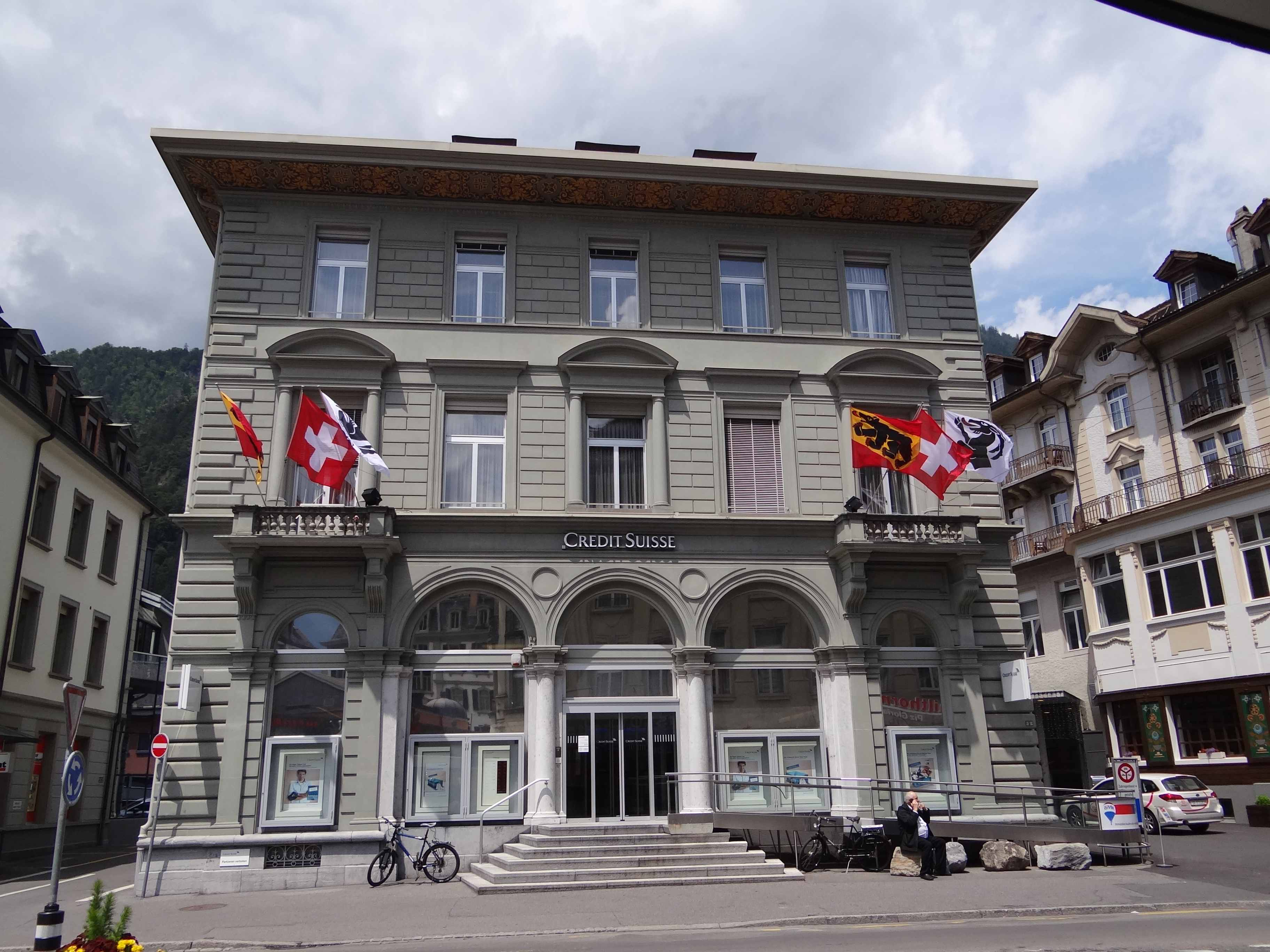
Bí mật ngân hàng ở Thụy Sĩ được liên bang bảo vệ bởi Luật Ngân hàng năm 1934.

### Ngân hàng bóng tối
Nghiên cứu về OFC làm nổi bật ngân hàng bóng tối như một dịch vụ ban đầu của OFC. Bóng ngân hàng kích hoạt các hồ vốn ra nước ngoài, chủ yếu là đô la, người đã trốn kiểm soát vốn trong những năm 1960 và 1970, và do đó hệ thống ngân hàng trên bờ chính, để được tái chế trở lại vào hệ thống kinh tế trong khi trả lãi cho chủ sở hữu của thủ đô, do đó khuyến khích họ để giữ vốn của họ ở nước ngoài. Họ nhấn mạnh thị trường vốn Eurodollar là đặc biệt quan trọng. Tuy nhiên, khi OFC phát triển vào những năm 1980, rõ ràng các ngân hàng OFC không chỉ tái chế Eurodollars từ các giao dịch của công ty nước ngoài, mà còn từ vốn tránh thuế (ví dụ như tiền được giấu trong các thiên đường thuế), và từ các nguồn hình sự và bất hợp pháp khác. Nhiều OFC, chẳng hạn như Thụy Sĩ, có luật bảo mật ngân hàng bảo vệ danh tính của chủ sở hữu vốn ngoài khơi trong OFC. Trong những năm qua, một § Regulatory clampdown đã làm suy yếu khả năng của OFC trong việc cung cấp bí mật ngân hàng. Tuy nhiên, ngân hàng Shadow vẫn là một phần quan trọng trong các dịch vụ của OFC và danh sách Diễn đàn Ổn định Tài chính của các địa điểm ngân hàng bóng tối chính đều là các OFC được công nhận.
| Vị trí          | Tài sản tài chính ngân hàng </br> (% GDP) | Tài sản của OFI low (Ngân hàng bóng tối) </br> (% GDP) | Tài sản bảo hiểm và tài sản hưu trí </br> (% GDP) | Tài sản công </br> (% GDP) | Tài sản tài chính ngân hàng trung ương </br> (% GDP) | Tổng tài sản tài chính </br> (% GDP) |
| --------------- | ----------------------------------------- | ------------------------------------------------------ | ------------------------------------------------- | -------------------------- | ---------------------------------------------------- | ------------------------------------ |
| Quần đảo Cayman | 34.171                                    | 211.844                                                | 1.900                                             | 21                         | 5                                                    | 247.941                              |
| Tiệp Khắc       | 1,414                                     | 24.675                                                 | 342                                               |                            | 371                                                  | 26.803                               |
| Ireland         | 215                                       | 1.333                                                  | 142                                               | 31                         | 31                                                   | 1.751                                |
| nước Hà Lan     | 319                                       | 855                                                    | 263                                               |                            | 42                                                   | 1,480                                |
| Hồng Kông       | 829                                       | 77                                                     | 134                                               | 2                          | 145                                                  | 1.188                                |
| Vương quốc Anh  | 591                                       | 309                                                    | 211                                               |                            | 27                                                   | 1.138                                |
| Thụy Sĩ         | 376                                       | 283                                                    | 205                                               |                            | 113                                                  | 977                                  |
| Singapore       | 613                                       | 99                                                     | 140                                               |                            | 89                                                   | 942                                  |

### Chứng khoán hóa
OFC, tuy nhiên, đã mở rộng sang một lĩnh vực liên quan đến ngân hàng bóng tối, đó là chứng khoán hóa tài sản. Không giống như ngân hàng bóng tối truyền thống, nơi ngân hàng OFC cần truy cập vào một nguồn vốn ngoài khơi để hoạt động, chứng khoán hóa không liên quan đến việc cung cấp vốn. Chứng khoán hóa OFC liên quan đến việc cung cấp các cấu trúc pháp lý, được đăng ký tại OFC, trong đó vốn nước ngoài được sử dụng để tài trợ cho các tài sản nước ngoài (ví dụ máy bay, tàu, tài sản thế chấp, v.v.), được sử dụng bởi các nhà khai thác nước ngoài và nhà đầu tư nước ngoài. Do đó, OFC hành xử giống như một ống dẫn hợp pháp hơn là cung cấp các dịch vụ ngân hàng thực tế. Điều này đã chứng kiến sự gia tăng của các công ty luật và kế toán chuyên gia lớn, những người cung cấp các cấu trúc pháp lý cho chứng khoán hóa, tại các địa điểm của OFC. Trong chứng khoán hóa thông thường, vốn, tài sản và nhà khai thác nước ngoài đều có thể đến từ các địa điểm chính trên bờ. Ví dụ, Deutsche Bank ở Đức có thể cho vay 5 tỷ Euro vào Phần 110 SPV của Ailen (cấu trúc pháp lý chứng khoán hóa Ailen), sau đó mua 5 tỷ Euro cho động cơ máy bay từ Boeing, sau đó cho các công ty cho Delta Airlines thuê. Lý do tại sao Deutsche Bank sẽ sử dụng Mục 110 SPV của Ailen là vì nó trung lập về thuế,  và nó có một số tính năng pháp lý nhất định, đặc biệt là mồ côi, hữu ích cho Deutsche Bank, nhưng không có sẵn ở Đức. Mồ côi đặt ra những rủi ro đáng kể về lạm dụng thuế và tránh thuế đối với cơ sở thuế của các khu vực pháp lý thuế cao hơn; thậm chí Ireland đã phát hiện ra một kế hoạch tránh thuế nội địa lớn trong năm 2016, bởi các quỹ nợ đau khổ của Mỹ, sử dụng Mục 110 SPV của Ireland, cho các khoản đầu tư trong nước của Ireland.

## Phòng thủ của OFC

### Quy định tốt hơn
Các OFC đôi khi tự tiếp thị như những người dẫn đầu trong quy định hoạt động theo các tiêu chuẩn cao nhất với các hệ thống pháp lý tiên tiến nhất. Do OFC sẵn sàng tạo cấu trúc pháp lý cho các loại tài sản rộng, bao gồm tài sản trí tuệ ("IP"), tài sản tiền điện tử và tài sản tín dụng carbon, nên có lý do rằng OFC thường đi đầu trong một số loại quy định nhất định. Tuy nhiên, trong lĩnh vực quy định chung hơn, có rất ít bằng chứng xác thực để hỗ trợ cho những tuyên bố này. Ngoài ra, có những ví dụ trái ngược, thậm chí từ các OFC lớn nhất, về quy định và giám sát kém. (xem tại đây).
Những người ủng hộ OFC cũng cho rằng chi phí điều tiết và hoạt động tại OFC thấp hơn so với các trung tâm tài chính lớn do hiệu ứng quy mô và địa điểm hoạt động rẻ hơn. Tuy nhiên, chưa có nghiên cứu hay bằng chứng đáng tin cậy nào được đưa ra, tuy nhiên, để chứng minh rằng hoạt động từ OFC rẻ hơn so với các IFC / RFC chính. Có bằng chứng cho thấy OFC có thời gian phê duyệt nhanh hơn, thậm chí 24 giờ, để phê duyệt các cấu trúc pháp lý mới và phương tiện đặc biệt, tuy nhiên các nhà phê bình nhấn mạnh khía cạnh này là dấu hiệu của quy định và giám sát yếu hơn trong OFC (ví dụ công ty tấm đồng thau).

### Giao dịch chứng khoán hóa
Một trong những dòng dịch vụ quan trọng nhất của OFC là cung cấp các cấu trúc pháp lý cho các giao dịch chứng khoán hóa toàn cầu cho tất cả các loại tài sản, bao gồm tài chính máy bay, tài chính vận chuyển, tài chính thiết bị và phương tiện cho vay thế chấp. OFC cung cấp những gì được gọi là phương tiện đặc biệt trung lập về thuế ("SPV") trong đó không có thuế, thuế VAT, thuế hoặc thuế được thực hiện bởi OFC trên SPV. Ngoài ra, cấu trúc pháp lý tích cực, bao gồm các cấu trúc mồ côi, được tạo điều kiện để hỗ trợ các yêu cầu đối với sự xa xôi phá sản, vốn không được phép ở các trung tâm tài chính lớn hơn, vì nó có thể làm hỏng cơ sở thuế địa phương, nhưng được các ngân hàng yêu cầu trong chứng khoán hóa. Vì thuế suất hiệu quả ở hầu hết các OFC gần bằng 0 (ví dụ như chúng thực sự là thiên đường thuế), đây là rủi ro thấp hơn, mặc dù, kinh nghiệm của các quỹ nợ đau khổ của Mỹ lạm dụng Mục 110 SPV của Ireland trong năm 2012 2016 là đáng chú ý. Tuy nhiên, OFC đóng vai trò chính trong việc cung cấp cấu trúc pháp lý cho các giao dịch chứng khoán hóa toàn cầu không thể được thực hiện từ các trung tâm tài chính chính.

### Thúc đẩy tăng trưởng
Yêu cầu gây tranh cãi nhất là OFCs thúc đẩy tăng trưởng kinh tế toàn cầu bằng cách cung cấp một nền tảng ưa thích, ngay cả khi vì lý do tránh thuế hoặc lý do trọng tài pháp lý, từ đó vốn toàn cầu được triển khai dễ dàng hơn. Có những người ủng hộ học thuật mạnh mẽ, và nghiên cứu, trên cả hai mặt của lập luận này. Một số nhà nghiên cứu được trích dẫn nhiều nhất vào thiên đường thuế / trung tâm tài chính nước ngoài, bao gồm Hines, Dharmapala và Desai cho thấy bằng chứng rằng, trong một số trường hợp, thiên đường thuế / OFC, dường như thúc đẩy tăng trưởng kinh tế ở các nước có thuế cao hơn lân cận và có thể giải quyết các vấn đề các quốc gia có mức thuế cao hơn có thể có trong hệ thống thuế hoặc quy định riêng của họ, điều này ngăn cản đầu tư vốn.
Bài viết được trích dẫn nhiều nhất trên OFC, cũng đưa ra một kết luận tương tự (mặc dù nhận ra rằng cũng có những tiêu cực mạnh):
Tuy nhiên, các học giả thuế lớn khác lại có quan điểm ngược lại và cáo buộc Hines (và những người khác) về nguyên nhân và kết quả (ví dụ như đầu tư vốn sẽ thông qua các kênh bị đánh thuế thông thường không có tùy chọn OFC), và bao gồm các giấy tờ của Slemrod, và Zucman. Các nhà phê bình về lý thuyết này cũng chỉ ra các nghiên cứu cho thấy rằng trong nhiều trường hợp, vốn được đầu tư vào nền kinh tế thuế cao thông qua OFC, thực sự có nguồn gốc từ nền kinh tế thuế cao, và ví dụ, nguồn vốn FDI lớn nhất vào Vương quốc Anh, là từ Vương quốc Anh, nhưng thông qua OFC.
Khiếu nại này có thể được đưa ra rộng rãi hơn, và cũng có thể tranh cãi, các cuộc tranh luận kinh tế xung quanh mức thuế tối ưu hóa đối với vốn và các lý thuyết thị trường tự do khác, như được trình bày bởi Hines năm 2011.

## Cấu trúc trung tâm tài chính nước ngoài

### Cấu trúc pháp lý
Nền tảng của hầu hết các trung tâm tài chính nước ngoài là sự hình thành các cấu trúc pháp lý nước ngoài:
- Xe nắm giữ tài sản: Nhiều tập đoàn công ty sử dụng một số lượng lớn các công ty cổ phần và thường có tài sản có rủi ro cao được đỗ trong các công ty riêng biệt để ngăn ngừa rủi ro pháp lý cho nhóm chính (ví dụ như tài sản liên quan đến amiăng, xem trường hợp tiếng Anh của Adams v Công nghiệp Cape). Tương tự, điều khá phổ biến là các đội tàu được sở hữu riêng bởi các công ty nước ngoài riêng biệt để cố gắng lách luật liên quan đến trách nhiệm nhóm theo luật pháp môi trường nhất định.
- Bảo vệ tài sản: Những cá nhân giàu có sống ở các quốc gia bất ổn về chính trị sử dụng các công ty nước ngoài để nắm giữ tài sản của gia đình để tránh tình trạng chiếm đoạt tiềm năng hoặc hạn chế kiểm soát trao đổi ở quốc gia họ sinh sống. Các cấu trúc này hoạt động tốt nhất khi sự giàu có là của nước ngoài, hoặc đã bị trục xuất trong một khoảng thời gian đáng kể (tổng hợp các khoản phụ cấp kiểm soát trao đổi hàng năm).[32]
- Tránh các điều khoản thừa kế bắt buộc: Nhiều quốc gia từ Pháp đến Ả Rập Saudi (và tiểu bang Louisiana của Hoa Kỳ) tiếp tục sử dụng các điều khoản thừa kế bắt buộc trong luật kế vị của họ, hạn chế quyền tự do của người lập di chúc để phân phối tài sản khi chết. Bằng cách đặt tài sản vào một công ty nước ngoài, và sau đó có chứng thực di chúc cho các cổ phiếu trong ngoài khơi xác định bởi luật pháp của thẩm quyền ở nước ngoài (thường là phù hợp với một cụ thể sẽ hoặc codicil tuyên thệ nhậm chức cho mục đích đó), người lập di chúc đôi khi có thể tránh hẹp như vậy.
- Phương tiện đầu tư tập thể: Các quỹ tương hỗ, quỹ phòng hộ, ủy thác đơn vị và SICAV được hình thành ngoài khơi để tạo điều kiện cho phân phối quốc tế. Bằng cách được cư trú trong một khu vực tài phán thuế thấp, các nhà đầu tư chỉ phải xem xét tác động thuế của nơi cư trú hoặc nơi cư trú của chính họ.
- Giao dịch phái sinh và giao dịch chứng khoán: Các cá nhân giàu có thường tạo ra các phương tiện ra nước ngoài để tham gia vào các khoản đầu tư rủi ro, chẳng hạn như phái sinh và giao dịch chứng khoán toàn cầu, có thể rất khó tham gia trực tiếp vào nước ngoài do điều tiết thị trường tài chính rườm rà.
- Phương tiện giao dịch kiểm soát trao đổi : Ở các quốc gia có kiểm soát trao đổi hoặc được coi là tăng rủi ro chính trị với việc hồi hương của các quỹ, các nhà xuất khẩu lớn thường hình thành phương tiện giao dịch trong các công ty nước ngoài để doanh số từ xuất khẩu có thể được "đậu" ở nước ngoài xe cho đến khi cần đầu tư thêm. Phương tiện giao dịch có tính chất này đã bị chỉ trích trong một số vụ kiện cổ đông, cho rằng bằng cách thao túng quyền sở hữu phương tiện giao dịch, cổ đông đa số có thể tránh trả cổ tức cho cổ đông thiểu số phần lợi nhuận giao dịch công bằng của họ.

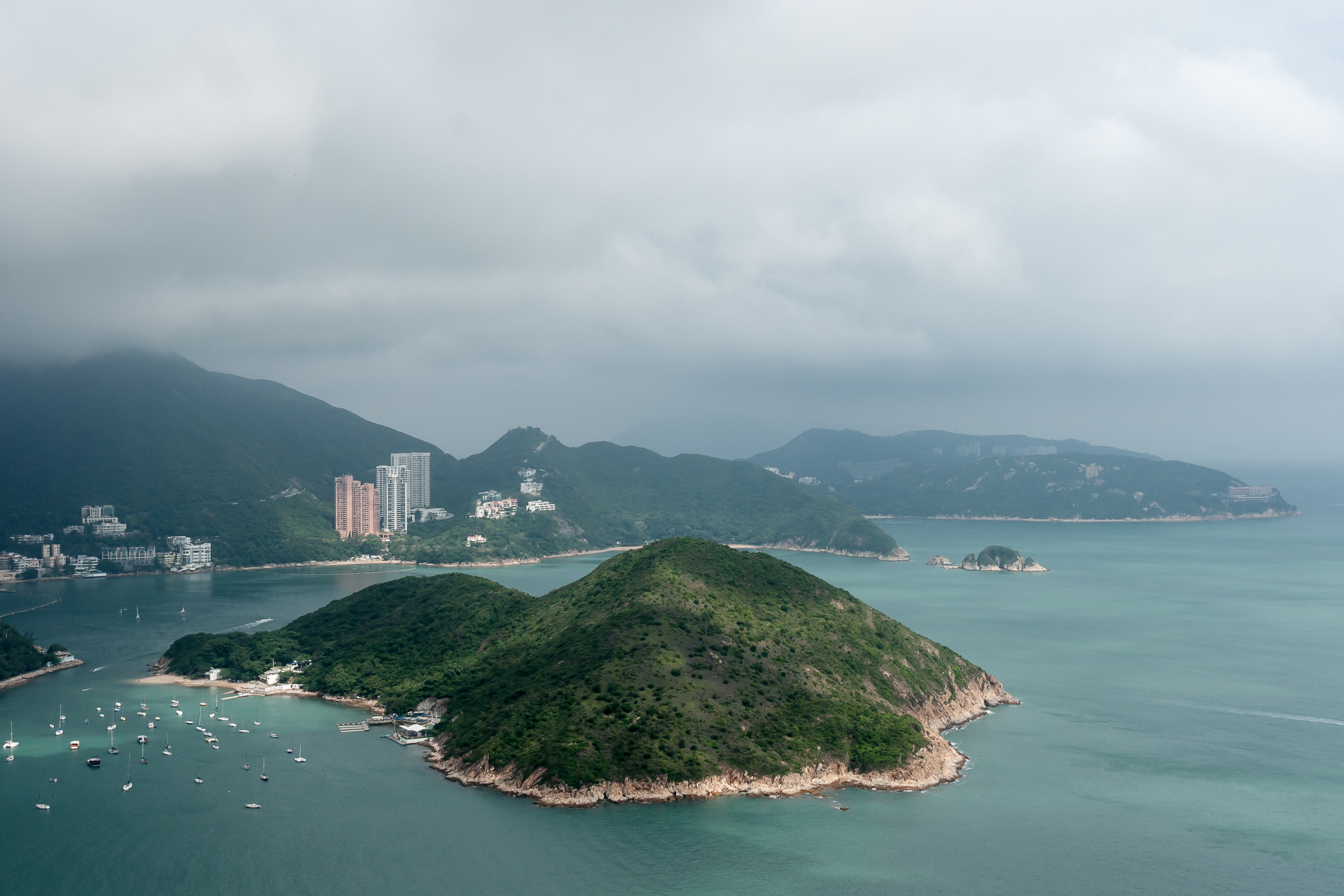
Hồng Kông thường là một trung tâm tài chính cho cấu trúc doanh nghiệp.

- Phương tiện liên doanh: Các khu vực pháp lý ở nước ngoài thường được sử dụng để thành lập các công ty liên doanh, như là một cơ quan tài phán trung lập thỏa hiệp (ví dụ, TNK-BP) và/hoặc bởi vì khu vực pháp lý nơi liên doanh có trung tâm thương mại không đủ tinh vi luật thương mại.
- Xe niêm yết trên thị trường chứng khoán: Các công ty thành công không thể có được danh sách thị trường chứng khoán vì sự phát triển của luật doanh nghiệp ở nước họ thường chuyển cổ phiếu vào một chiếc xe ngoài khơi và liệt kê các phương tiện ra nước ngoài. Xe ngoài khơi được niêm yết trên NASDAQ, Thị trường đầu tư thay thế, Sở giao dịch chứng khoán Hồng Kông và Sở giao dịch chứng khoán Singapore.
- Phương tiện tài chính thương mại: Các nhóm công ty lớn thường thành lập các công ty nước ngoài, đôi khi theo cấu trúc mồ côi để cho phép họ có được tài chính (từ các vấn đề trái phiếu hoặc bằng cách cho vay hợp vốn) và coi tài chính là " ngoại bảng " thủ tục kế toán áp dụng. Liên quan đến các vấn đề trái phiếu, phương tiện đặc biệt ra nước ngoài thường được sử dụng liên quan đến các giao dịch chứng khoán được hỗ trợ bằng tài sản (đặc biệt là chứng khoán hóa).
- Tránh chủ nợ: Những người mắc nợ cao có thể tìm cách thoát khỏi ảnh hưởng của phá sản bằng cách chuyển tiền mặt và tài sản vào một công ty nước ngoài ẩn danh.[33]
- Thao túng thị trường: Vụ bê bối Enron và Parmalat đã chứng minh làm thế nào các công ty có thể tạo ra các phương tiện ngoài khơi để thao túng kết quả tài chính.
- Trốn thuế: Mặc dù con số rất khó xác định, nhưng người ta tin rằng các cá nhân ở các quốc gia giàu có trốn thuế một cách bất hợp pháp thông qua việc không khai báo lợi nhuận từ các phương tiện ngoài khơi mà họ sở hữu. Các công ty đa quốc gia bao gồm GlaxoSmithKline và Sony đã bị cáo buộc chuyển lợi nhuận từ các khu vực pháp lý thuế cao hơn, trong đó họ được thực hiện cho các trung tâm nước ngoài không thuế.[34]

### Đăng ký tàu và máy bay

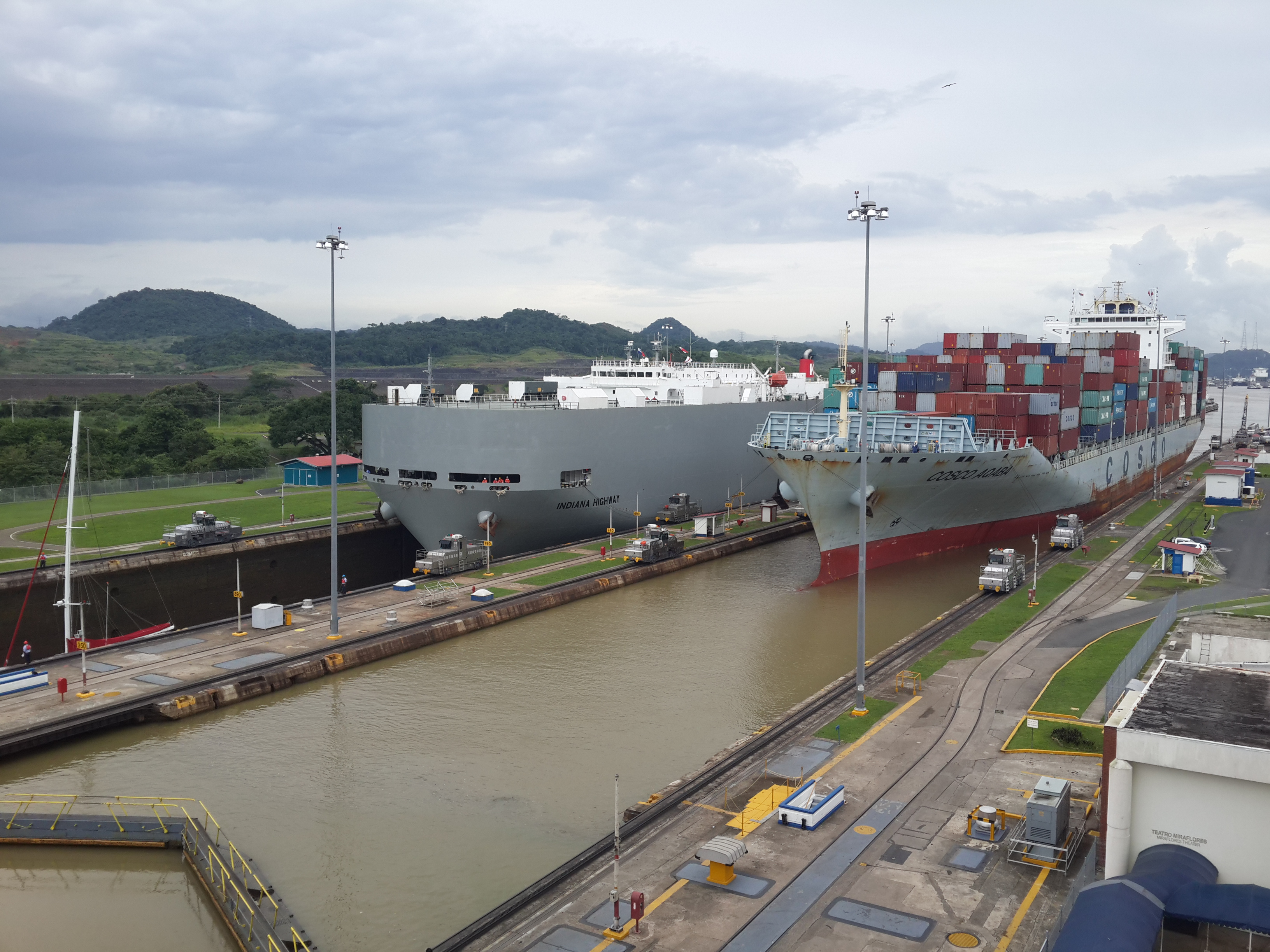
Các tàu thương mại đăng ký tại các quốc gia Trung Mỹ để tránh sự giám sát từ nước ngoài. Ảnh: một tàu sân bay lớn cập cảng ở Panama.

Nhiều trung tâm tài chính nước ngoài cũng cung cấp đăng ký cho tàu (đặc biệt Bahamas và Panama) hoặc máy bay (đặc biệt là Aruba, Bermuda và Cayman Islands). Máy bay thường được đăng ký tại các khu vực pháp lý nước ngoài nơi chúng được thuê hoặc mua bởi các hãng tại các thị trường mới nổi nhưng được tài trợ bởi các ngân hàng tại các trung tâm tài chính lớn trên bờ. Tổ chức tài chính không muốn cho phép máy bay được đăng ký tại quốc gia của người vận chuyển (vì không có đủ quy định quản lý hàng không dân dụng, hoặc vì cảm thấy tòa án ở quốc gia đó sẽ không hợp tác đầy đủ nếu cần thực thi bất kỳ an ninh nào quan tâm đến máy bay), và hãng không muốn đăng ký máy bay trong khu vực tài chính của nhà tài chính (thường là Hoa Kỳ hoặc Vương quốc Anh) vì lý do cá nhân hoặc chính trị, hoặc vì họ sợ các vụ kiện giả và bắt giữ máy bay.
Chẳng hạn, năm 2003, hãng hàng không quốc tế Pakistan International Airlines đã đăng ký lại toàn bộ đội bay của mình tại Quần đảo Cayman như một phần tài trợ cho việc mua tám máy bay Boeing 777 mới; ngân hàng Mỹ từ chối cho phép máy bay vẫn được đăng ký tại Pakistan và hãng hàng không từ chối đăng ký máy bay tại Hoa Kỳ.

### Bảo hiểm
Một số khu vực pháp lý nước ngoài thúc đẩy việc thành lập các công ty bảo hiểm bị giam cầm trong phạm vi quyền hạn để cho phép nhà tài trợ quản lý rủi ro. Trong các thị trường bảo hiểm nước ngoài tinh vi hơn, các công ty bảo hiểm trong nước cũng có thể thành lập một công ty con ở nước ngoài trong phạm vi quyền hạn để tái bảo hiểm một số rủi ro do phụ huynh nội địa bảo lãnh, và do đó giảm yêu cầu về dự trữ và vốn chung. Các công ty tái bảo hiểm trong nước cũng có thể kết hợp một công ty con ở nước ngoài để tái bảo hiểm các rủi ro thảm khốc.
Thị trường bảo hiểm và tái bảo hiểm của Bermuda hiện là lớn thứ ba trên thế giới. Cũng có những dấu hiệu thị trường bảo hiểm chính đang ngày càng tập trung vào Bermuda; vào tháng 9 năm 2006, Hiscox PLC, công ty bảo hiểm FTSE 250 tuyên bố rằng họ có kế hoạch chuyển đến Bermuda với lý do thuế và các lợi thế pháp lý.

### Phương tiện đầu tư tập thể

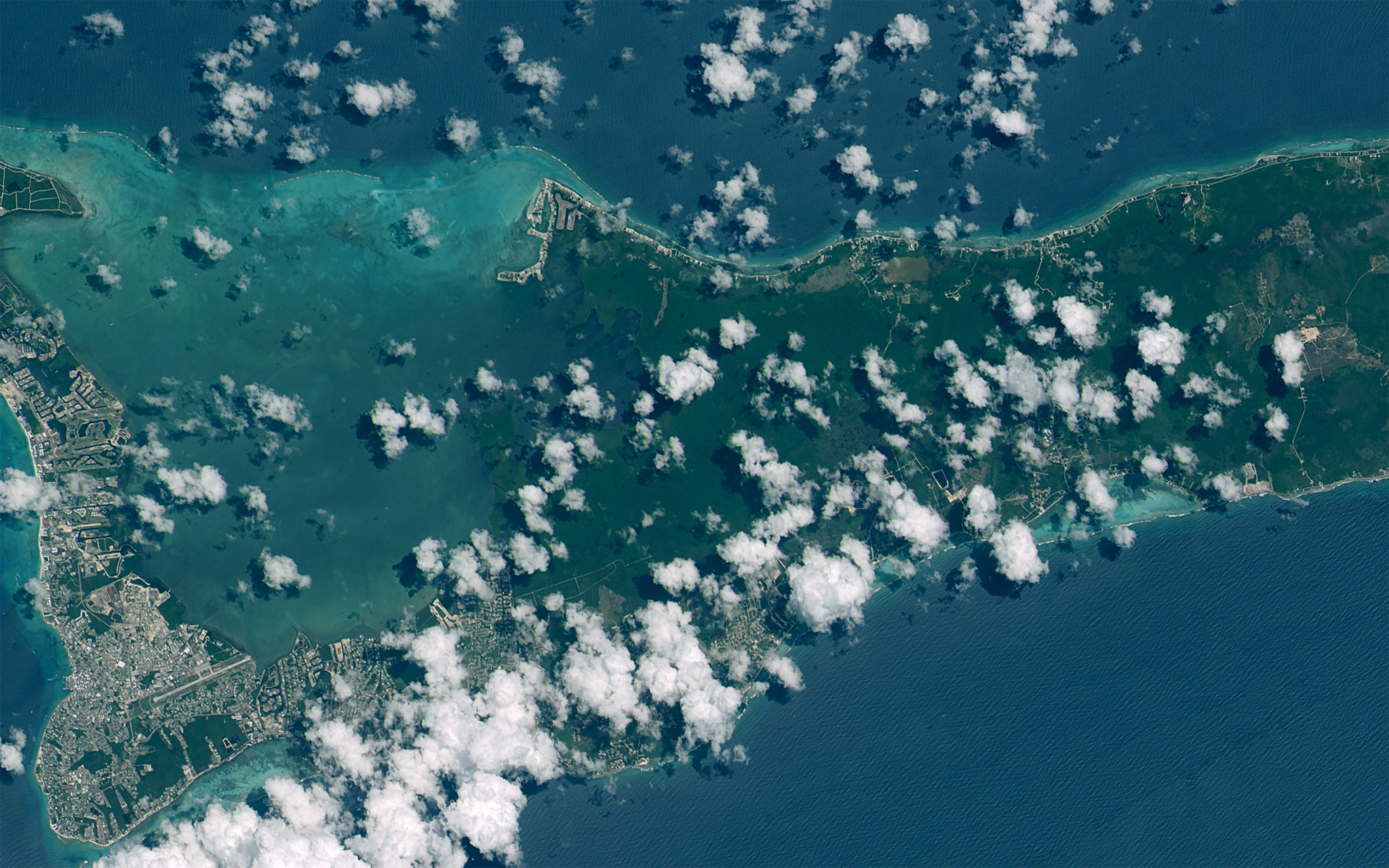
Quần đảo Cayman là nơi dẫn đầu thị trường trong việc tài trợ ra nước ngoài.

Nhiều khu vực pháp lý nước ngoài chuyên về việc hình thành các chương trình đầu tư tập thể, hoặc các quỹ tương hỗ. Người dẫn đầu thị trường là Quần đảo Cayman, ước tính chứa khoảng 75% quỹ phòng hộ của thế giới và gần một nửa số tài sản trị giá 1,1 nghìn tỷ đô la được quản lý  (mặc dù số liệu thống kê trong ngành công nghiệp quỹ phòng hộ nổi tiếng là đầu cơ), tiếp theo là Bermuda mặc dù sự thay đổi thị trường có nghĩa là một số quỹ phòng hộ hiện đang được hình thành ở Quần đảo Virgin thuộc Anh.
Nhưng sự hấp dẫn lớn hơn của các khu vực pháp lý nước ngoài để hình thành các quỹ tương hỗ thường nằm trong các cân nhắc về quy định. Các khu vực pháp lý ở nước ngoài có xu hướng áp đặt rất ít nếu có bất kỳ hạn chế nào đối với chiến lược đầu tư mà các quỹ tương hỗ có thể theo đuổi và không có giới hạn về mức độ đòn bẩy mà các quỹ tương hỗ có thể sử dụng trong chiến lược đầu tư của họ. Nhiều khu vực pháp lý nước ngoài (Bermuda, Quần đảo Virgin thuộc Anh, Quần đảo Cayman và Guernsey) cho phép các nhà quảng bá kết hợp các công ty danh mục đầu tư tách biệt (hoặc SPC) để sử dụng làm quỹ tương hỗ; sự không có sẵn của một chiếc xe công ty tương tự trên bờ cũng đã giúp thúc đẩy sự tăng trưởng của các quỹ kết hợp ngoài khơi. 

### Ngân hàng
Theo truyền thống, một số khu vực pháp lý nước ngoài cung cấp giấy phép ngân hàng cho các tổ chức với sự giám sát tương đối ít. Các sáng kiến quốc tế phần lớn đã dừng hoạt động này và hiện tại rất ít trung tâm tài chính nước ngoài sẽ cấp giấy phép cho các ngân hàng nước ngoài chưa có giấy phép ngân hàng tại một khu vực tài phán lớn trong nước. Các số liệu đáng tin cậy gần đây nhất cho các ngân hàng nước ngoài chỉ ra rằng Quần đảo Cayman có 285  ngân hàng được cấp phép, Bahamas  có 301. Ngược lại, Quần đảo Virgin thuộc Anh chỉ có bảy ngân hàng nước ngoài được cấp phép.